# مایکل اگرت (بازیکن فوتبال)
مایکل اگرت (انگلیسی: Michael Eggert؛ زادهٔ ۲۹ سپتامبر ۱۹۵۲) بازیکن فوتبال اهل آلمان است.
از باشگاه‌هایی که در آن بازی کرده‌است می‌توان به باشگاه فوتبال نورنبرگ و باشگاه فوتبال بوخوم اشاره کرد.
وی همچنین در تیم ملی فوتبال West Germany B بازی کرده‌است.